# Junner Koeland
Het Junner Koeland is een natuurgebied gelegen in de Nederlandse gemeente Ommen, ingeklemd door de buurtschappen Arriën, Junne en Stegeren.
Het gebied is circa 100 hectare groot, maar vormt samen met aanliggende terreinen een gebied van ca 300 ha, dat wordt beheerd door Staatsbosbeheer.
Het gebied is in 1993 aangewezen als beschermd natuurmonument  en  staatsnatuurmonument onder de naam Junner en Arrier Koeland met een omvang van circa 200 ha. Het gebied werd vanuit natuurbeschermingsoogpunt belangrijk geacht vanwege de geomorfologie, zoals de dekzanden en de Vechtmeanders, de archeologische betekenis, de landschappelijke waarde  en de rijke fauna en flora.

## Geschiedenis
Vroeger was dit gebied in gebruik door boeren uit Junne die er hun koeien lieten grazen. Door aanpassingen van de Vecht was het niet meer mogelijk het gebied vanuit Junne te bereiken en werd het niet meer voor beweiding met Junner koeien gebruikt. Toen Staatsbosbeheer verantwoordelijk werd voor het beheer, gingen koeien het gebied weer begrazen, later aangevuld door IJslandse paarden.

## Landschap, flora en fauna
Het gebied omvat hooiland, riviermeanders en schrale graslanden op een zanderige bodem, omgeven door rivierduintjes en gemengd bos met zomereiken en struiken als sleedoorn en jeneverbes. Bloemplanten in het gebied zijn bijvoorbeeld struikheide, wilde gagel, grasklokje, Zwolse anjer (steenanjer), tijm, echt walstro, polei en jakobskruiskruid. Op de paardenmest is de grote speldenprikzwam aangetroffen. Het gebied is rijk aan insecten. Zo komt de gele weidemier  voor en talloze soorten vlinders, juffers en libellen, waaronder de beekrombout.
Daarnaast kunnen in en om het gebied ongeveer 70 soorten broedvogels worden waargenomen, zoals: grauwe klauwier, groene specht, grote bonte specht, koekoek, ransuil, putter, matkop, veldleeuwerik, spotvogel en graspieper.
Zoogdieren in het gebied zijn vos, ree, haas en das.

## Recreatie
Er loopt een wandelpad door het gebied, dat verder niet toegankelijk is. Ook is er een vogelobservatiehut.